# Placówka Straży Granicznej w Gdańsku
Placówka Straży Granicznej w Gdańsku – graniczna jednostka organizacyjna polskiej Straży Granicznej, realizująca zadania w ochronie granicy państwowej.

## Terytorialny zasięg działania
Brzegiem Zatoki Gdańskiej na odcinku Sopot (m.p.), Gdańsk (m.p.) .
Linia rozgraniczenia:
1. z placówką Straży Granicznej w Krynicy Morskiej: granicami Gdańska (m.p.) i gminy Cedry Wielkie oraz Stegna i Ostaszewo[1] .
2. z Kaszubskim Dywizjonem Straży Granicznej w Gdańsku: wzdłuż brzegu morza terytorialnego na odcinku Sopot (m.p.) i Gdańsk (m.p.)[1] .
3. z placówką Straży Granicznej w Gdyni: granicami Gdynia (m.p.) i gminy Żukowo oraz Sopot (m.p.), Gdańsk (m.p.) i gminy Kolbudy[1] .

Poza strefą nadgraniczną obejmuje powiaty: starogardzki, tczewski, z powiatu gdańskiego gminy: Przywidz, Trąbki Wielkie, Pszczółki, Suchy Dąb .

## Przejścia graniczne

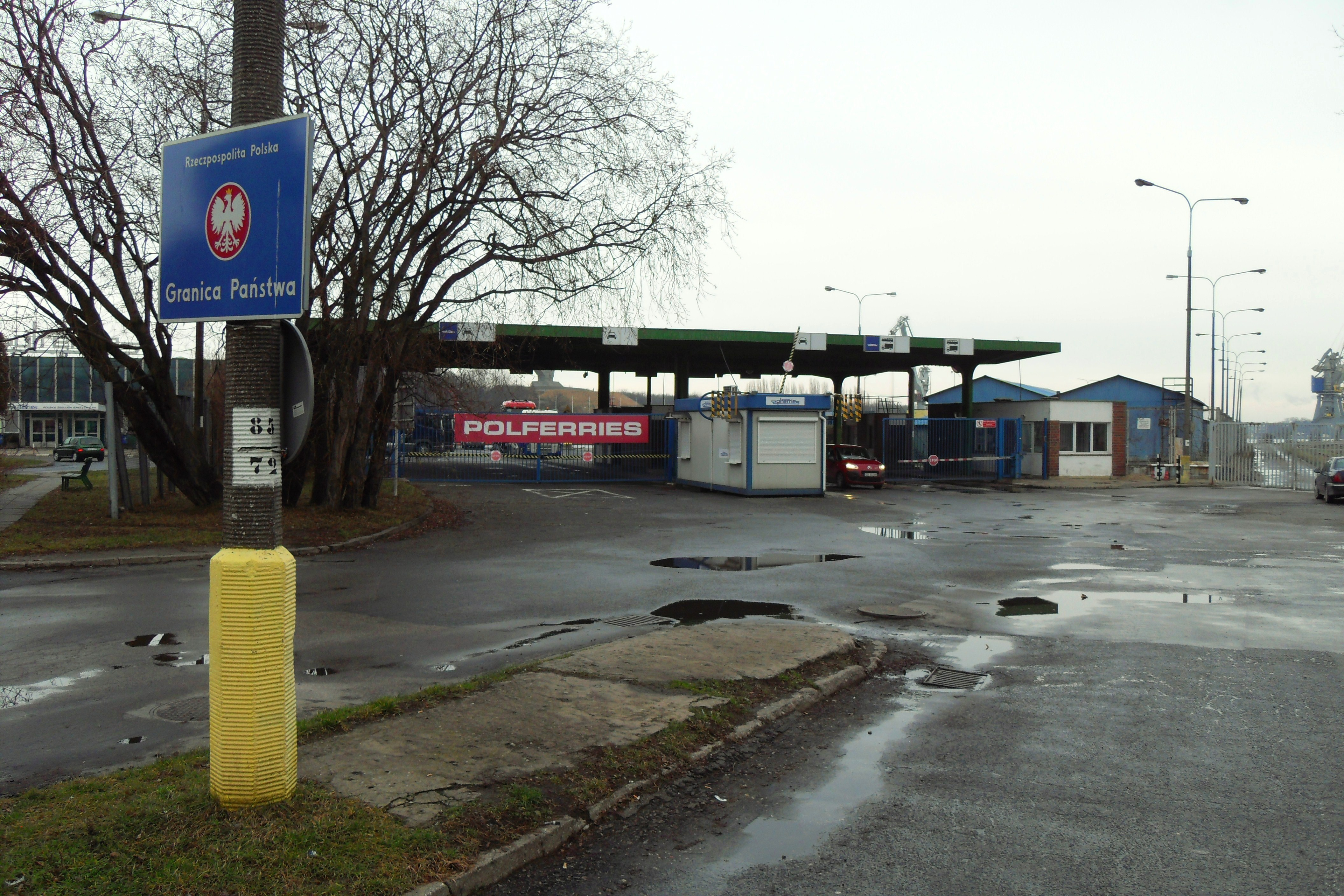
Przejście graniczne Gdańsk-Port

- morskie przejście graniczne Gdańsk-Port
- morskie przejście graniczne Gdańsk-Górki Zachodnie[2]
- lotnicze – Gdańsk-Rębiechowo, Gdynia-Kosakowo[2]

## Komendanci placówki
- ppłk SG Sławomir Majstrowicz (był w 2012 i 2015)[3][2]